# Creighton University
Die Creighton University ist eine private, römisch-katholische Universität mit Sitz in Omaha im US-Bundesstaat Nebraska. Sie wurde 1878 von Jesuiten gegründet und ist eines von 28 Mitgliedern der Association of Jesuit Colleges and Universities. Es ist die größte private religiöse Universität Nebraskas.
Auf dem Campus am Rande der Innenstadt studieren etwa 7700 Personen.

## Geschichte
Am 2. September 1878 wurde das Creighton College gegründet. Es war ein Geschenk von Mary Lucretia Creighton, die das College in Erinnerung an ihren Ehemann, den bekannten Geschäftsmann Edward Creighton, stiftete. Die Anfangszeit wurde vor allem von seinem Bruder John Creighton geprägt. 1958 wurde das College aufgeteilt in die Vorbereitungsschule (Creighton Preparatory School) sowie die heutige Universität.

## Fakultäten
Es gibt neun Fakultäten:
- College of Arts & Sciences

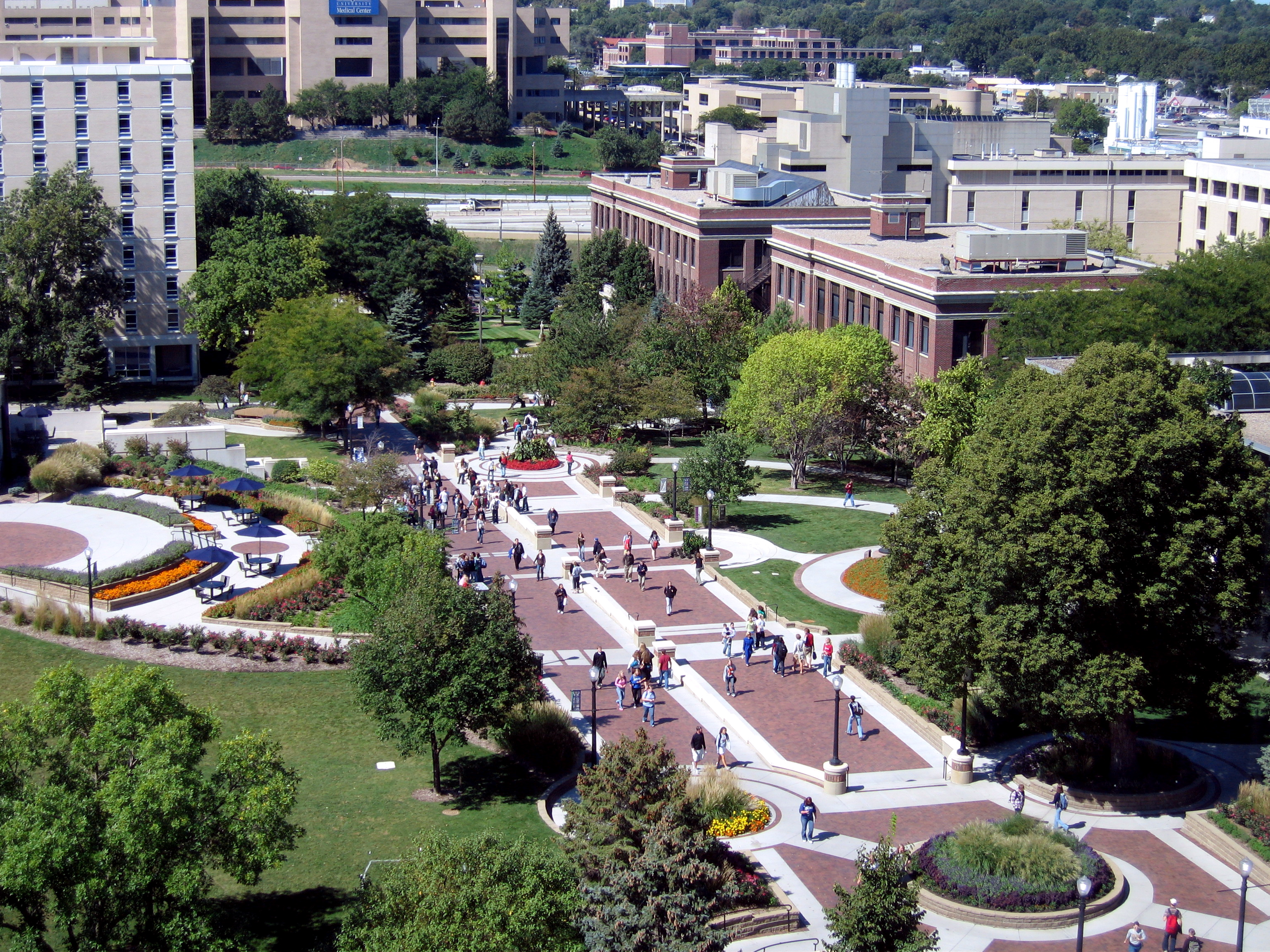
Der westliche Teil des Campus

- College of Business Administration
- School of Nursing
- School of Dentistry
- School of Medicine
- School of Pharmacy & Health Professions
- School of Law
- Graduate School
- University College

Etwa 35 % der Studierenden sind innerhalb des College of Arts & Sciences immatrikuliert.

## Studentenleben

### Creighton Bluejays

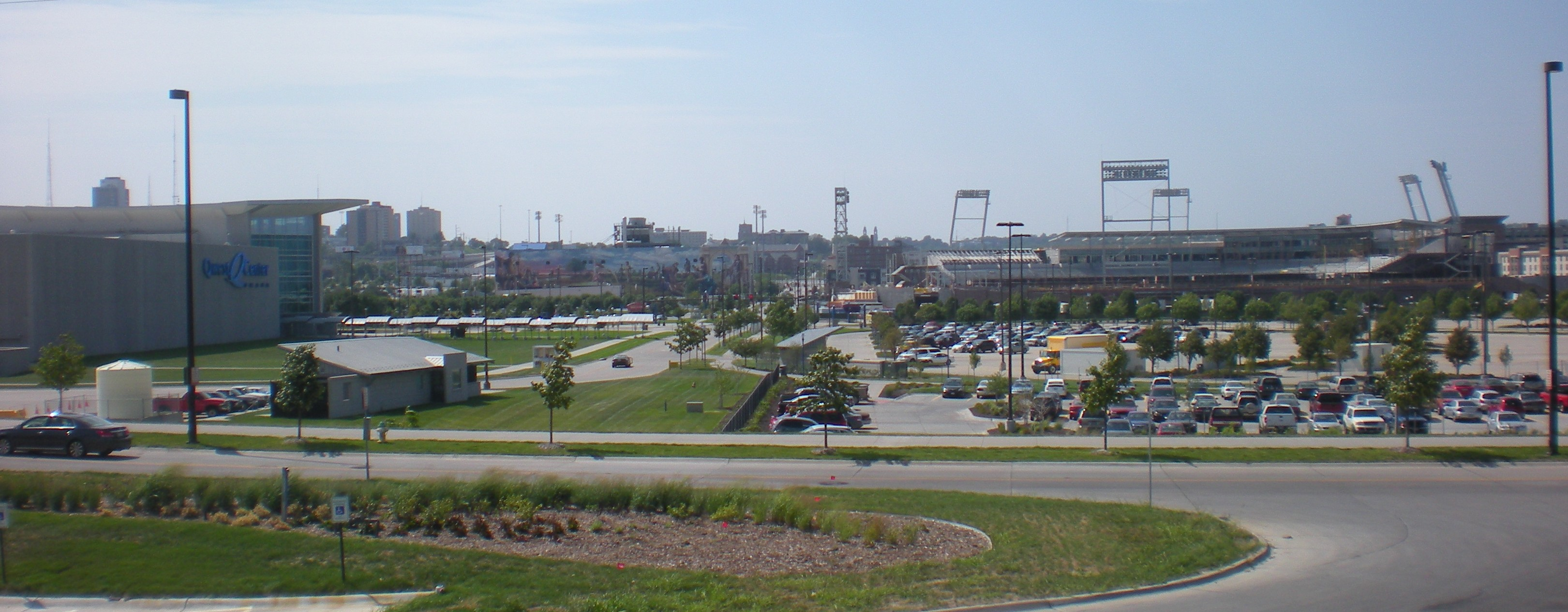
Die Stadien der Bluejays

Der Creighton Bluejay ist das Maskottchen der Athletikabteilung der Universität, die seit 2013 in der Big East Conference der NCAA Division I organisiert ist. In acht Sportarten werden 14 Teams unterhalten.
Berühmte Basketball-Alumni sind unter anderem Paul Silas, Benoit Benjamin, Kyle Korver und Doug McDermott. Ehemalige Trainer sind Eddie Sutton und Willis Reed.
Das Fußball-Team nahm zwischen 1992 und 2008 17 Mal an der NCAA-Endrunde teil, 2000 reichte es sogar für das Meisterschaftsspiel. Die Heimspiele werden im 6000 Zuschauer fassenden Morrison Stadium ausgetragen.
Das Baseball-Team nahm 1991 an der NCAA College World Series teil. Das Softball-Team der Frauen nahm 1982 und 1986 an der Women's College World Series teil sowie sechsmal in den letzten acht NCAA-Turnieren.

### Verbindungen
Es gibt elf akademische Studentenverbindungen: Phi Beta Gamma, Alpha Sigma Nu, Sigma Pi Sigma, Psi Chi, Phi Sigma, Phi Sigma Tau, Pi Sigma Alpha, Sigma Tau Delta, Beta Alpha Psi, Eta Sigma Phi, Alpha Psi Omega.

### Organisationen
Inklusive der genannten Verbindungen bestehen an der Universität über 200 studentische Organisationen.
Innerhalb der darstellenden Künste besteht das Department of Fine and Performing Arts, das zahlreiche Chöre und Ensembles betreibt. Die Creighton Dance Company bietet verschiedene Tanzkurse an und unterhält Mannschaften. Darüber hinaus werden Theaterstücke produziert.
Seit 1924 erscheint während der Vorlesungszeit jeden Freitag die studentische Zeitschrift Creightonian. 2007 und 2008 wurde die Zeitung zur besten Universitätszeitung Nebraskas gewählt. 2007 und 2010 wurde sie für den Pacemaker Award, eine der bedeutendsten Auszeichnungen für studentischen Journalismus, nominiert. Auch Mitglieder gewannen verschiedene Preise. Darüber hinaus wird die literarisch und künstlerisch orientierte Zeitschrift Shadows herausgegeben.
Eine Vielzahl der Organisationen an der Universität richtet sich an gemeinsame Interessen innerhalb der Studierendenschaft:
- Kulturell: Hui O Hawaii, International Student Association, Spanish Club
- Politisch: NAACP College Chapter, College Republicans, College Democrats
- Professionell: Premedical Society, Predental Society, Fellowship of Christian Law Students, Academy of Student Pharmacists, Business Law Society, International Relations Club
- Religiös: Canisius Society, Inter Varsity Christian Fellowship, Muslim Student Organization, Rosary Club, Jays for Christ, Knights of Columbus, Student Jewish Organization
- Service: Alpha Phi Omega, Colleges Against Cancer, Habitat for Humanity, Best Buddies of America

## Alumni
Fast 58.000 Ehemalige aus 93 Ländern sind mit der Universität verbunden. Zu ihnen gehören der verstorbene amerikanische Astronaut Michael Philip Anderson, der Coca-Cola-Betriebsdirektor Donald Keough und die noch aktiven Basketballspieler Kyle Korver, Doug McDermott und Anthony Tolliver.